# Bagan Tujuh
Bagan Tujuh is een bestuurslaag in het regentschap Rokan Hulu van de provincie Riau, Indonesië. Bagan Tujuh telt 1318 inwoners (volkstelling 2010).